# Gymkhana (autosport)
Gymkhana is een vorm van autosport, vooral beoefend in Canada, de VS, Zuid-Afrika en het Verenigd Koninkrijk. Gymkhana terreinen hebben vaak nauwe bochten en krappe ruimtes, waardoor het onthouden van het parcours van essentieel belang is. 

## Competitie
In een aantal landen is er een professionele competitie voor Gymkhana rijders. Er zijn uiteenlopende klasses, van standaard auto's tot volledig getunede rallywagens.

## Training
Veel professionele rallycoureurs maken gebruik van een Gymkhana parcours om zichzelf te verbeteren of scherp te houden tussen wedstrijden door. Een bekende rallycoureur die van deze methode gebruikmaakt was Ken Block, die filmpjes van zijn trainingen plaatste op filmpjessite YouTube.